# Лаперуз, Жан-Франсуа де
Граф Жан-Франсуа́ де Гало́ де Лаперу́з (фр. Jean François de Galaup, comte de La Pérouse или de Lapérouse; 23 августа 1741 — около 1788) — французский мореплаватель. Погиб со всем составом возглавляемой им морской кругосветной экспедиции у острова Ваникоро группы Санта-Крус. Оставил заметный французский след в береговой и прибрежной топонимике Дальнего Востока России (мысы Крильон, Жонкиер, пролив Буссоль, вулкан Прево, остров Монерон и другие). Его именем названо несколько географических объектов, включая пролив Лаперуза.

## Биография
Родился в замке Гюо (Gô) близ Альби в Лангедоке (совр. департамент Тарн). Выходец из небогатого дворянского рода де Гало, известного с 1558 года, основатели которого были альбигойцами. 
Учился в иезуитском колледже. В возрасте 15 лет поступил в Королевскую военно-морскую Академию в Бресте (1756 год). В 17 лет, ещё до окончания обучения, принял участие в Семилетней войне, побывав в различных сражениях близ берегов Северной Америки.
В 18 лет, во время битвы при Кибероне между маршалом де Конфланом и адмиралом Хоуком, был ранен и взят в плен. Впоследствии провёл пять лет на островах Иль-де-Франс (ныне — Маврикий), где осуществлял различные поручения. В качестве капитана «Сены» совершил два плавания в Индию, во время которых встретил свою будущую жену Элеонору Бруду (Eléonore Broudou), креолку по происхождению.
Вернулся во Францию в 1777 году, где был возведён в чин лейтенанта и награждён крестом Святого Людовика за спасение крепости Маэ (фр. Mahé; Французская Индия) от нападения флота правителя индийского княжества Малабара. 
В качестве офицера военно-морского флота Франции принял участие в англо-французской войне 1778—1783 годов, переплетённой с войной за независимость США — в битвах против англичан на пространстве от Антильских островов до Лабрадора. В 1780 году был возведён в чин капитана 1-го ранга. В 1782 году, во время экспедиции в Гудзонов залив, блестяще доказал свои способности, захватив два английских форта. 
В 1783 году, несмотря на противодействие семьи, женился на Элеоноре Бруду, вместе с которой обосновался в Альби. После подписания Парижского мирного договора (сентябрь 1783 года), завершившего войну между Великобританией и Францией с США, военно-морской министр Франции маркиз де Кастри и лично король Людовик XVI предложили ему возглавить кругосветную морскую экспедицию, целью которой стало бы упорядочивание открытий, сделанных Джеймсом Куком в Тихом океане, и «снискание дружбы вождей далёких племен» (инициативу плана путешествия, его общую концепцию и примерный маршрут экспедиции составил Уильям Болтс). Он согласился.
Последние известия о Лаперузе и членах его команды относятся к январю 1788 года: вплоть до 1826 года их судьба оставалась неизвестной.

## Плавание
1 августа 1785 года Лаперуз вышел из Бреста на двух фрегатах «Буссоль» («Компас») и «Астролябия» в 500 тонн водоизмещения каждый, имея команду в 220 человек, в состав которой помимо собственно офицеров и матросов входили: астроном, врач, три натуралиста, математик, три художника и даже несколько священников с техническим образованием.
Перед экспедицией стояли многочисленные задачи — географические, этнологические, экономические (изучение возможности охоты на китов и сбора пушнины), политические — возможность основания французских баз и совместной с испанскими союзниками колонизации Филиппин. Программа экспедиции включала плавания в северной и южной частях Тихого океана с посещением Дальнего Востока и Австралии.
«Буссоль» и «Астролябия», пройдя Атлантический океан и обогнув мыс Горн, в феврале-марте следующего 1786 года пришли и остановились на 3 недели в Чили. В апреле они сделали остановку на острове Пасхи, а в мае – на Гавайском архипелаге. В конце июня 1786 года они достигли Аляски, где Лаперуз обследовал окрестности горы Святого Ильи, расположенной в 15 км от фьорда Айси Бэй. 13 июля здесь же, южнее, в бухте, получившей название Порт Французов (ныне бухта Литуйя), из-за сильного течения были потеряны баркас и две шлюпки с 21 человеком. Отсюда «Буссоль» и «Астролябия» направились в порт Монтерей (Калифорния), куда прибыли 14 сентября, где Лаперуз сделал описание францисканских миссий и составил критическую заметку о дурном приёме со стороны индейцев.

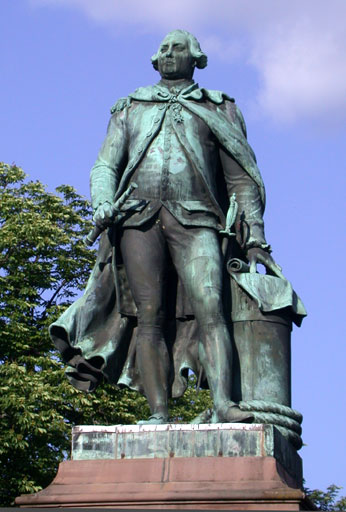
Памятник Лаперузу в Альби

Далее, двигаясь на запад, экспедиция снова пересекла Тихий океан, совершив в январе 1787 года остановку в Макао, где была продана приобретённая на Аляске пушнина, а прибыль от её реализации поделена между экипажем. 
После стоянки в Маниле в феврале 1787 года, Лаперуз направился к берегам северо-восточной Азии, где заново открыл остров Квельпарт (Чеджу), известный европейцам только по факту крушения подле него нидерландского судна в 1653 году. После обследования берегов Корейского полуострова он направился к Оку-Йесо (Oku-Yeso), нынешнему Сахалину. Здесь экспедицией был открыт пролив длиной 101 км между Сахалином и островом Хоккайдо (ныне — пролив Лаперуза).

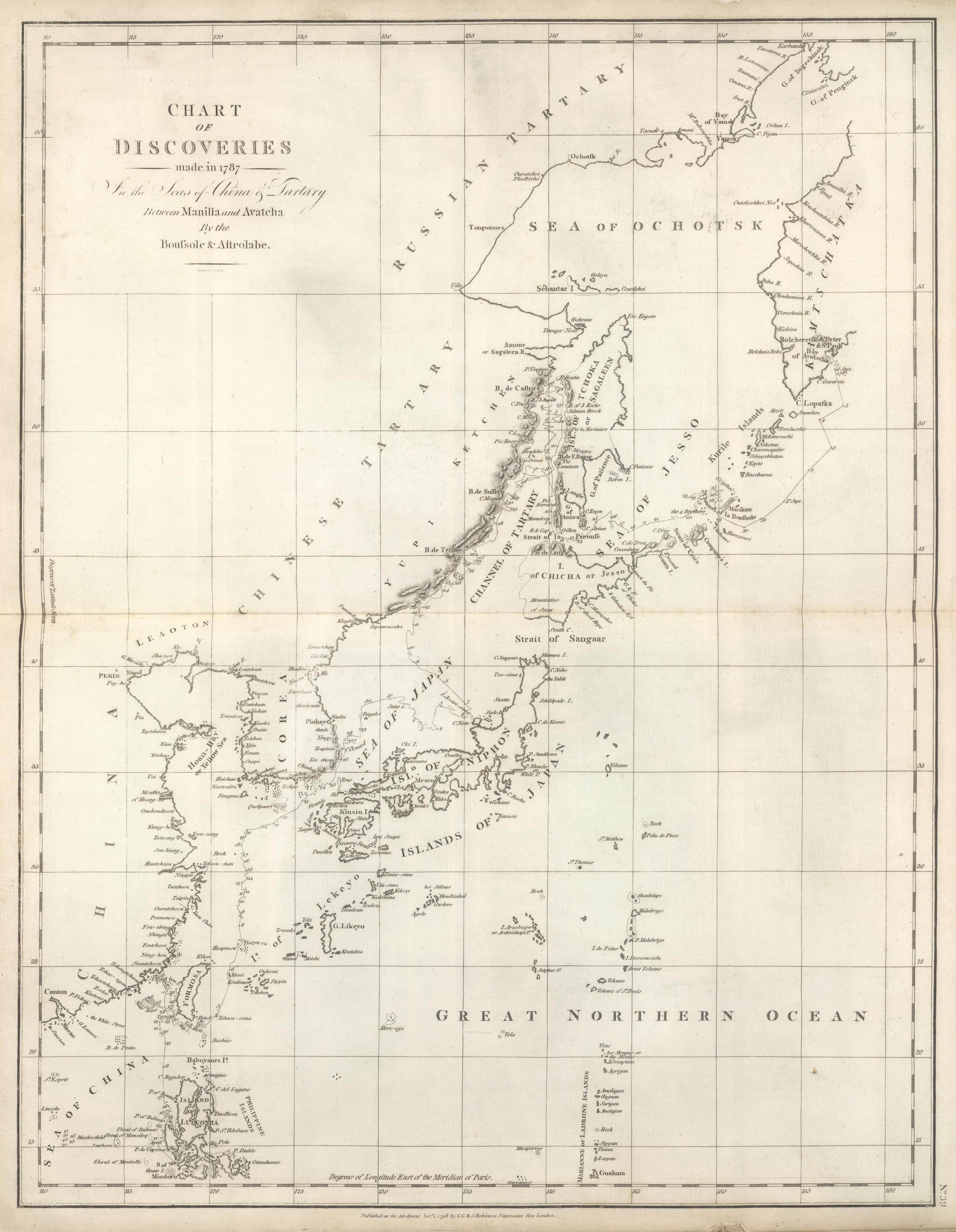
Путешествие Лаперуза через одноимённый пролив из Манилы в Авачинский залив

Несмотря на полученную от жителей Хоккайдо информацию, Лаперузу не удалось совершить ещё одно открытие: поднимаясь выше 51 градуса северной широты, он был введён в заблуждение постоянным уменьшением глубин и решил, что Сахалин является полуостровом, соединённым с материком песчаным перешейком. Переждав начавшийся шторм в удобной бухте, которую назвал заливом Де Кастри (ныне залив Чихачёва), Лаперуз пошёл на юг. Огибая Сахалин и двинувшись на север в сторону Камчатки, Лаперуз дал название южной оконечности острова — мысу Крильон. Так честь открытия Татарского пролива досталась русскому адмиралу Геннадию Ивановичу Невельскому.
6 сентября 1787 года «Буссоль» и «Астролябия» бросили якорь в Петропавловске, где Лаперуз и его люди встретили самый радушный приём со стороны гарнизона порта под командованием прапорщика Хабарова. «Я не мог бы в собственной стране, у моих лучших друзей, встретить более тёплый приём, чем здесь, на Камчатке», — писал Лаперуз в письме французскому послу в Петербурге. В Петропавловске экспедицию покинул Бартелеми де Лессепс — дядя будущего строителя Суэцкого канала, — через всю Сибирь отправившийся в Санкт-Петербург и далее во Францию с почтой и документами.
Выйдя в море 30 сентября 1787 года, Лаперуз направился на Самоа. Там в декабре 1787 года в стычке с самоанцами потерял 12 человек, в том числе капитана «Астролябии» Флёрио де Лангля. После этого Лаперуз проследовал через острова Тонга к Австралии.
24 января 1788 года «Буссоль» и «Астролябия» зашли в Ботанический залив, где обнаружили стоящий там с 18-20 января Первый флот с полутора тысячами англичан, направленный для начала колонизации Австралии. Хотя Лаперуз и не повстречал командующего флотом Артура Филлипа, ушедшего в поисках лучшего места на корабле HMS Supply в соседний залив Порт-Джексон, англичане встретили Лаперуза любезно, но отказались снабдить его корабли большей частью необходимого ввиду того, что он не имел достаточных средств для оплаты.
Лаперуз отдал письма, принял на борт свежую воду и 10 марта вышел в море, чтобы посетить Новую Каледонию, острова Санта-Крус, Соломоновы острова и восточный и южный берега Австралии.
После встречи с британцами Лаперуза и его людей больше никто не видел.

## Поиск следов экспедиции
Исчезновение экспедиции Лаперуза глубоко взволновало всех, кто так или иначе был связан с ней или испытывал чувство уважения к французскому мореплавателю. Существует предание, что даже последними словами Людовика XVI на эшафоте в январе 1793 года был обращённый к палачу вопрос: «Нет ли вестей от Лаперуза?»
Поиски продолжались около сорока лет. Наконец, в 1826 году английский капитан Питер Диллон обнаружил на острове Ваникоро следы кораблекрушения. В 1828 году остров посетил Дюмон-Дюрвиль, корабль которого в честь корабля Лаперуза назывался «Астролябией». Он подтвердил сообщение капитана Диллона и поставил на месте крушения памятник.
В 1964 году научная экспедиция во главе с вулканологом Гаруном Тазиевым (Бельгия) записала передававшиеся из поколения в поколение рассказы островитян о гибели экспедиции Лаперуза. Из них следовало, что часть команды спаслась, а четверо матросов прожили достаточно долго и умерли в 1825 году. В мае 2005 года был окончательно идентифицирован найденный среди сохранившихся близ берегов Ваникоро обломков секстант, на одной из планок которого удалось прочитать выгравированную надпись «Mercier». Согласно инвентарной описи «Буссоли», на её борту находился взятый из Королевской военно-морской Академии секстант, изготовленный «господином Мерсье́» (sieur Mercier).

## Память

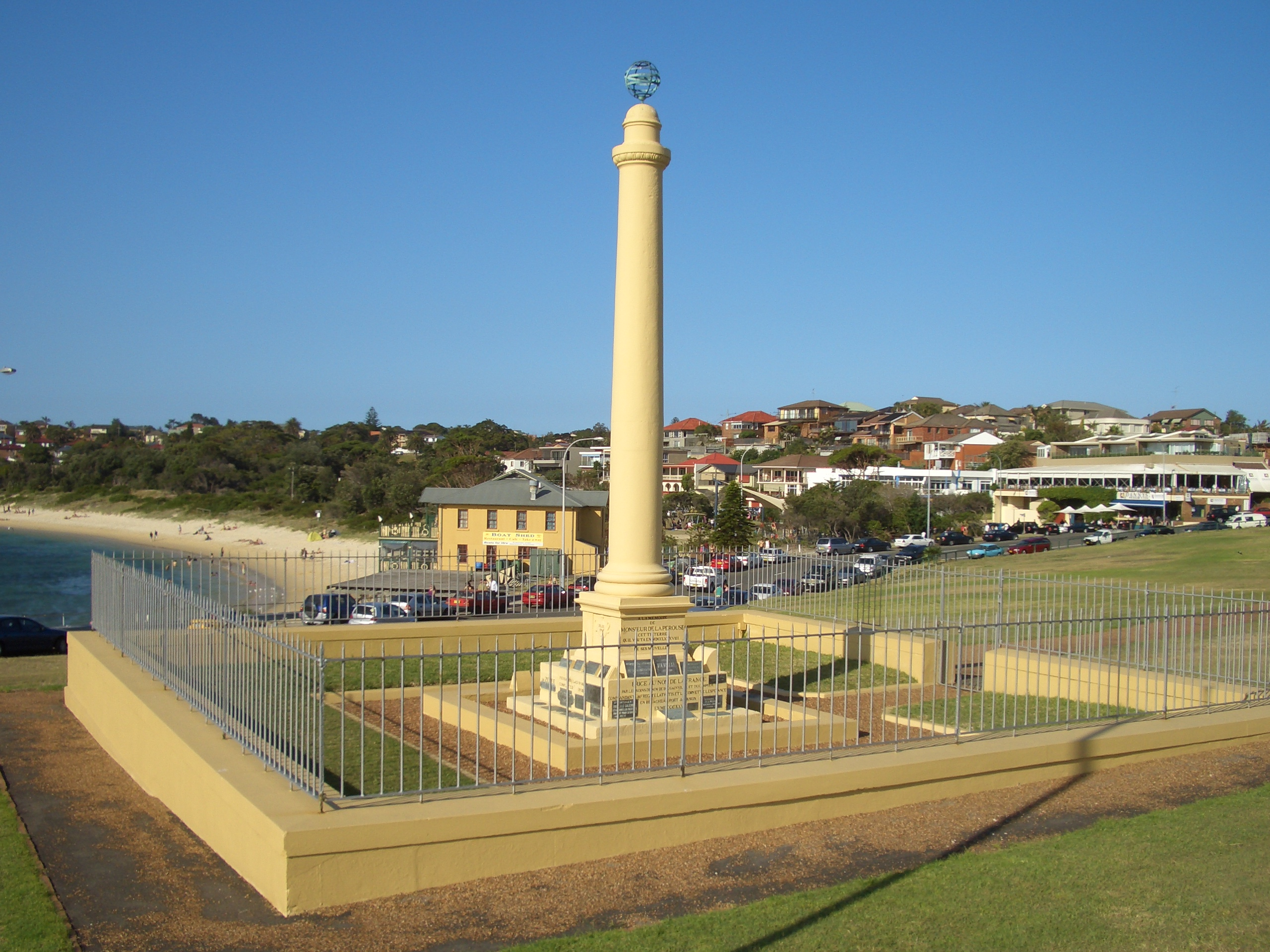
Памятник в честь Лаперуза в Ботани-бэй

Помимо пролива Лаперуза, в честь мореплавателя названы гора высотой 3078 м. в Южных Альпах Новой Зеландии, город на севере Алжира, предместье Сиднея, заливы на островах Мауи и Пасхи и несколько французских научно-исследовательских кораблей.
В 1935 году Международный астрономический союз присвоил имя Лаперуза кратеру на видимой стороне Луны.

### Память о Лаперузе в России
- В 1843 году в Петропавловске-Камчатском на перешейке сопки Никольской был установлен памятник — деревянная, обшитая железом колонна с надписью «Лаперузу». Во время Петропавловской обороны 1854 года был разрушен. В 1882 году снова поставлен в виде деревянного креста на каменном основании. Через десять лет на основание водружена каменная глыба с цепью и якорем. В 1935 году перемещён на другое место (улица Ленинская), где находится и ныне. Представляет собой глыбу темно-серого андезита (вулканическая порода, по виду сходная с гранитом), обвитого якорем и якорной цепью, с надписью «Памяти Лаперуза, 1787»[3][4].
- В 1997 году памятный камень в честь открытия залива, названного Лаперузом по имени французского адмирала Шарля д’Арсака де-Тернея, установлен в посёлке Терней, Приморский край.
- В мае 2006 года на Сахалине, в месте предполагаемой высадки Лаперуза, офицерами фрегата «Прериаль» французских ВМС был установлен памятный камень.
- В посёлке Де-Кастри, на берегу залива Чихачёва (бывший залив Де-Кастри, первоначально наречённый так Лаперузом), существует небольшой мемориал в память о Лаперузе.